# Sega Superstars Tennis
Sega Superstars Tennis és un videojoc esportiu de tennis desenvolupat per Sumo Digital i publicat per Sega. És el segon títol de la sèrie Sega All-Stars, precedit per Sega Superstars, i inclou personatges, ubicacions i bandes sonores de diverses franquícies de Sega, com ara Sonic the Hedgehog, Jet Set Radio i Super Monkey Ball.
El joc es va llançar originalment el 18 de març de 2008 per a PlayStation 3, Xbox 360, PlayStation 2 i Wii, seguit de llançaments per a MacOS i diverses versions mòbils. Quan es va llançar, el joc va rebre crítiques diverses dels crítics, i els crítics van elogiar la temàtica Sega del joc i la varietat de contingut, però en van criticar la jugabilitat.

## Gameplay
La jugabilitat a Sega Superstars Tennis és similar a la sèrie Virtua Tennis, on els personatges poden realitzar tècniques com globus i deixades. Cadascun dels personatges té diferents habilitats en àrees específiques, com ara la força o el control. Cada personatge també té el seu propi Superstar State, una habilitat especial que es pot activar un cop s'omple un comptador. Els efectes d'un Superstar State varien segons el personatge; per exemple, en Sonic es transforma en Super Sonic i fa que la pilota faci zig-zag quan la colpeja, mentre que en Gilius (de Golden Axe) crea llampecs que poden atordir temporalment els oponents. El joc inclou 10 pistes temàtiques de diversos jocs de Sega, com ara Green Hill Zone de Sonic the Hedgehog i Shibuya Downtown de Jet Set Radio.
Sega Superstars Tennis inclou diversos modes de joc. El mode Superstars permet al jugador completar diverses missions amb temes relacionats amb jocs específics de Sega, que prenen forma de partits, tornejos i reptes de puntuació. Completar aquestes missions desbloqueja noves àrees basades en altres jocs amb conjunts addicionals de missions per completar. Els jugadors desbloquegen nous personatges, pistes i música addicionals per utilitzar-los en el joc a mesura que avancen per Superstars.
El mode de partit ofereix un joc de tennis estàndard en partits individuals o dobles per a un màxim de quatre jugadors localment, mentre que el mode de torneig permet a un sol jugador competir en una sèrie de cinc partits seqüencials contra oponents d'ordinador aleatoris. També hi ha diversos minijocs jugables que inclouen estils de joc alternatius inspirats en altres jocs de Sega, com ara Space Harrier, Puyo Pop Fever, ChuChu Rocket! i Virtua Cop. Les versions de PlayStation 3 i Xbox 360 van afegir multijugador en línia.
La versió de Wii ofereix suport per a tres esquemes de control diferents: el Wii Remote amb el Nunchuk, el Wii Remote horitzontalment i el Classic Controller. La versió de Nintendo DS del joc es pot jugar amb la creu direccional o la pantalla tàctil.

### Personatges jugables
Sega Superstars Tennis compta amb 16 personatges jugables provinents de vuit sèries diferents de Sega. Vuit personatges estan disponibles des del principi, mentre que els vuit restants s'han de desbloquejar mitjançant el mode Superstars. El joc marca les primeres aparicions en 3D tant d'Alex Kidd com de Gilius Thunderhead.
- AiAi
- Alex Kidd
- Amigo
- Amy
- Beat
- Doctor Eggman
- Gilius
- Gum
- MeeMee
- NiGHTS
- Pudding
- Reala
- Shadow
- Sonic
- Tails
- Ulala

## Recepció
Sega Superstars Tennis va rebre "crítiques mixtes o regulars" a totes les plataformes segons el lloc web de ressenyes Metacritic.
Tot i que va ser elogiat pel seu multijugador i la seva jugabilitat agradable, es va criticar la manca de detalls gràfics i suport en línia a la versió de Wii. Eurogamer va elogiar la versió de Xbox 360 pel seu fan service. Official Nintendo Magazine va fer una ressenya de la versió de Wii, dient que tenia una jugabilitat fantàstica i minijocs divertits i que era agradable en multijugador. No obstant això, van criticar la manca de la Nintendo Wi-Fi Connection, mentre que s'incloïa suport de joc en línia a les versions Xbox i PlayStation 3, comentant que semblava que Sega simplement no es podia molestar a incloure-la. IGN va afirmar que la versió de Wii era "un joc de tennis que hauria d'haver estat millor del que és". Van criticar la manca de detalls en els gràfics, els efectes de so, la jugabilitat simplista i la manca d'un mode en línia.